# ماریانس پاهارس
ماریانس پاهارس (لتونیایی: Marians Pahars؛ زادهٔ ۵ اوت ۱۹۷۶) بازیکن فوتبال اهل لتونی بود.
از باشگاه‌هایی که در آن بازی کرده‌است می‌توان به باشگاه فوتبال اسکونتو، باشگاه فوتبال آنورتوسیس فاماگوستا، باشگاه فوتبال آراف‌اس، و باشگاه فوتبال ساوت‌همپتون اشاره کرد.
وی همچنین در تیم ملی فوتبال لتونی بازی کرده‌است.